# میشا گومایشویلی
میخائیل (میشا) گومایشویلی (زاده ۲۳ مارس ۱۹۶۱) بازیگر فیلم و تئاتر اهل کشور گرجستان است. وی در سال ۱۹۸۶ تحصیلاتش را در دانشگاه ایالتی فیلم و تئاتر «شوتا روستاولی» به پایان رساند.

## قسمتی از فیلمشناسی
- تله -۱۹۹۲
- عشق در تاکستان -۲۰۰۰ (در نقش جورج)
- میمِ عزیز -۲۰۰۰
- آخرین امپراتور -۲۰۰۱
- چنین کشوری وجود دارد -۲۰۰۳
- ۶ و ۷ (یک درام عرفانی، آدم و تاریخ معنوی حوا) -۲۰۰۳
- دو نوازنده -۲۰۰۶
- سفر به قره باغ ۲ - تعارض منطقه -۲۰۰۹ (در نقش پدر)
- رنه به هالیوود می‌رود -۲۰۱۰
- با من بمان -۲۰۱۱
- ۵ روز جنگ -۲۰۱۱
- پرزیدنت -۲۰۱۴ (در نقش دیکتاتور)

## جوایز
او تاکنون موفق به دریافت جوایز متعددی در زمینهٔ بازیگری شده است که از آنها می‌توان به جوایز «ماسک طلایی»، جایزه بزرگ «پدر» و «هنر هنر» اشاره نمود.